# Bospad

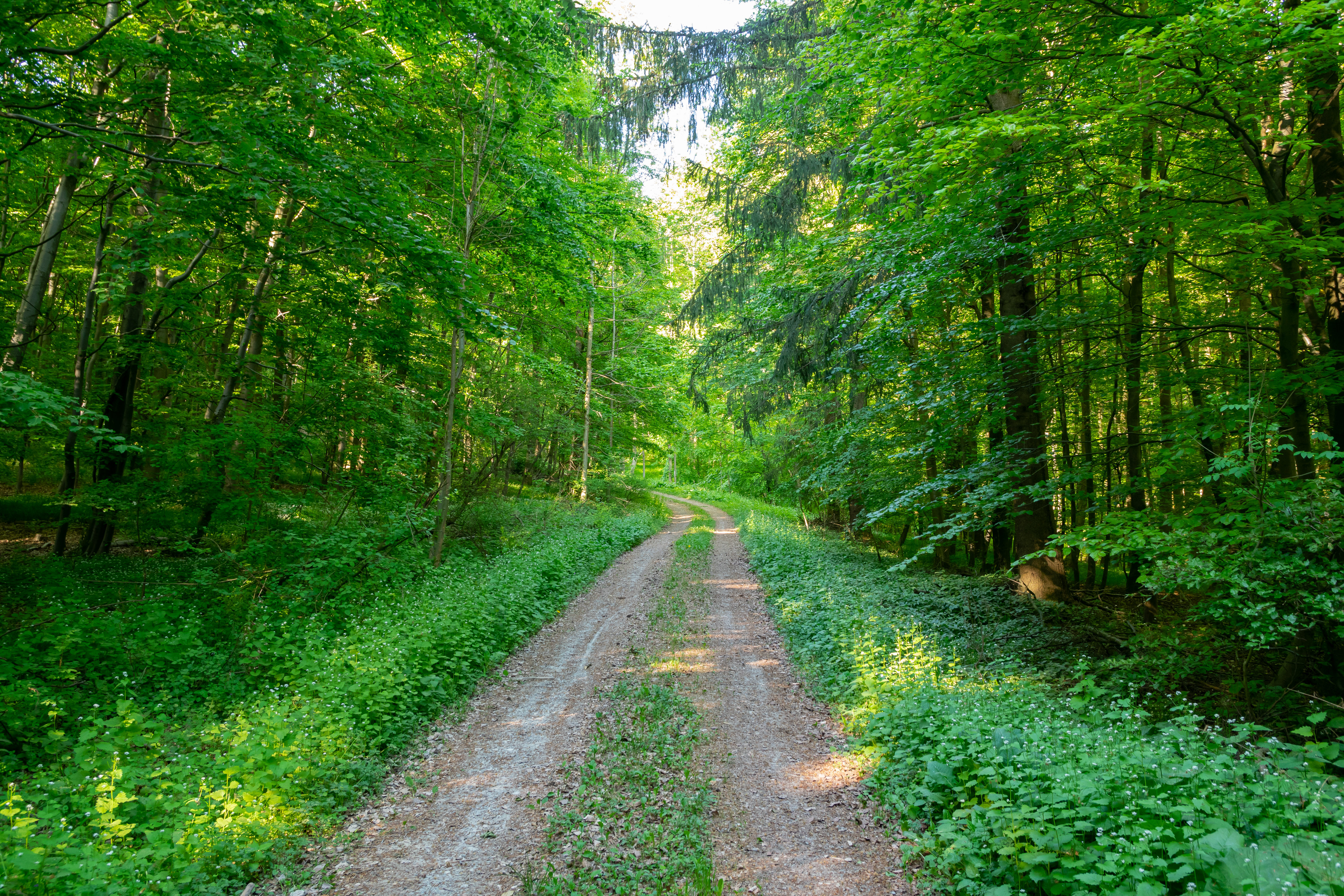
Een bospad met zoomvegetatie van het verbond van look-zonder-look.

Een bospad is een pad door een bos. Meestal betreft het onverharde paden. De primaire functie van bospaden is doorgaans ontsluiting.

## Ecologische waarde

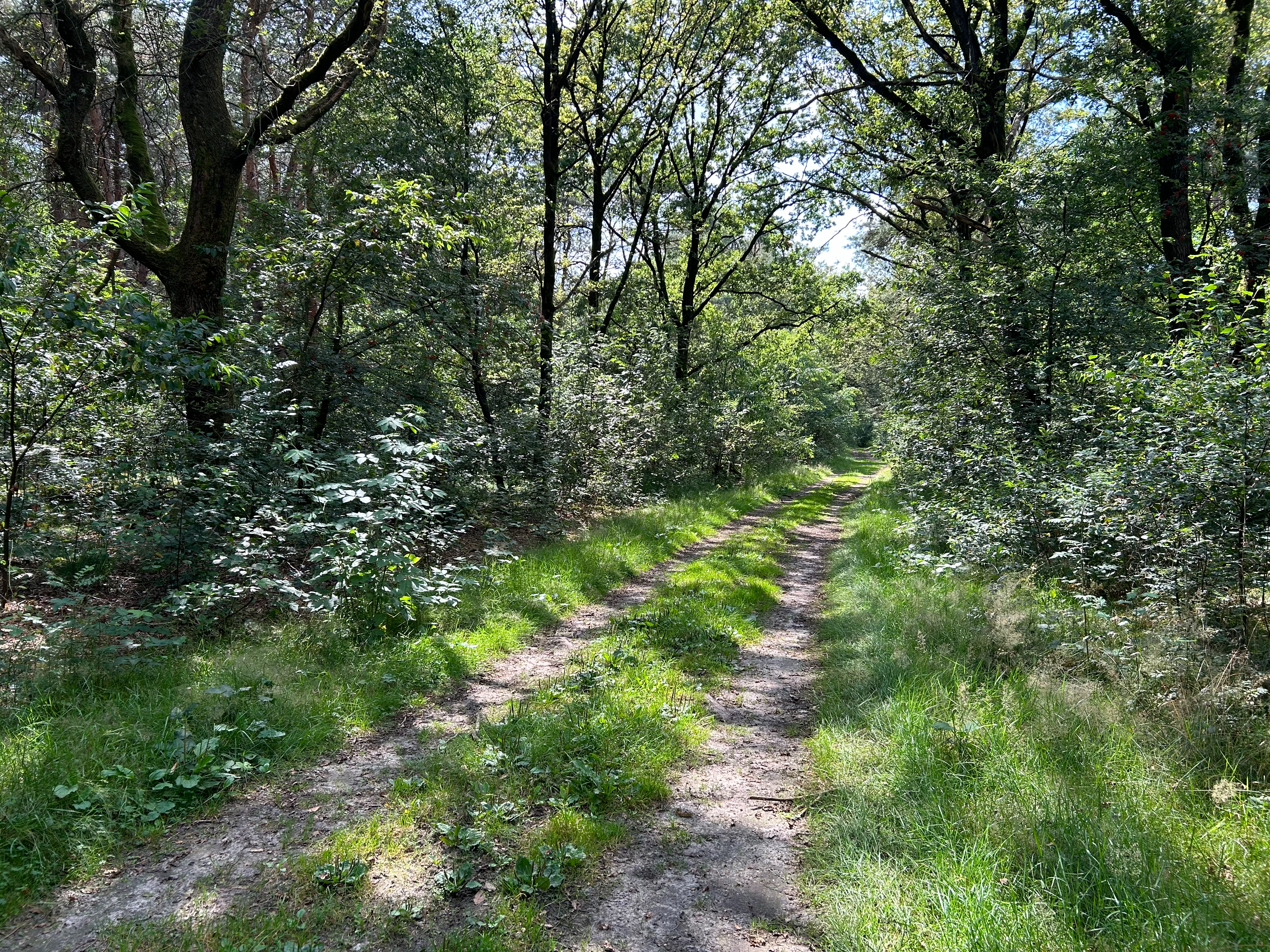
Een bospad door een berken-eikenbos, met in de (midden)berm tredvegetatie van de associatie van Engels raaigras en grote weegbree.

Langs bospaden ontstaat dikwijls een lintvormig overgangsmilieu in de vorm van berm- en/of zoomvegetatie. Hier ontwikkelt zich doorgaans andere vegetatie dan in de kruidlaag van het bos zelf. De oorzaak hiervan is doorgaans de ruderale, bufferende en verrijkende invloed van het (gebruik van het) pad, de betreding/verslemping, de lichtintensiteit en soms ook het maaibeheer.

### Refugium voor oud-bossoorten
Bospaden vormen in de huidige Nederlandse bossen vaak een belangrijk refugium voor zeldzame oud-bossoorten die thans niet meer in de ondergroei van het bos zelf voorkomen. Dit komt vooral doordat de huidige bossen te dicht zijn gegroeid, verzuurd zijn of te uniform zijn geworden voor veel kruiden die eeuwenlang typerend waren voor bossen in Europa. In het bijzonder gaat het om soorten die in de ondergroei van bossen met een hakhoutbeheer voorkwamen.

## Fotogalerij

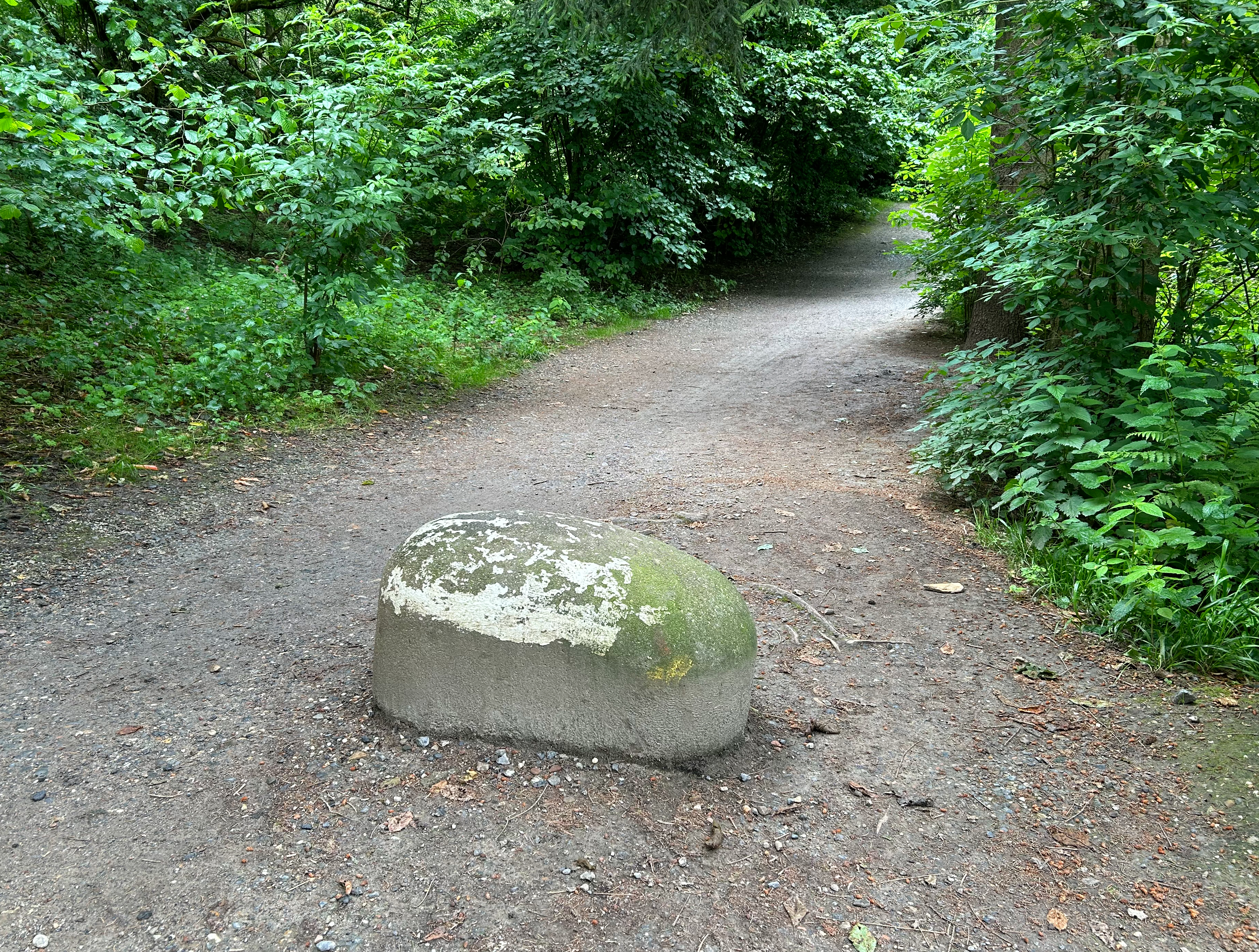
Een jumboblok aan het begin van een bospad (bedoeld om het vrij te houden van auto's)
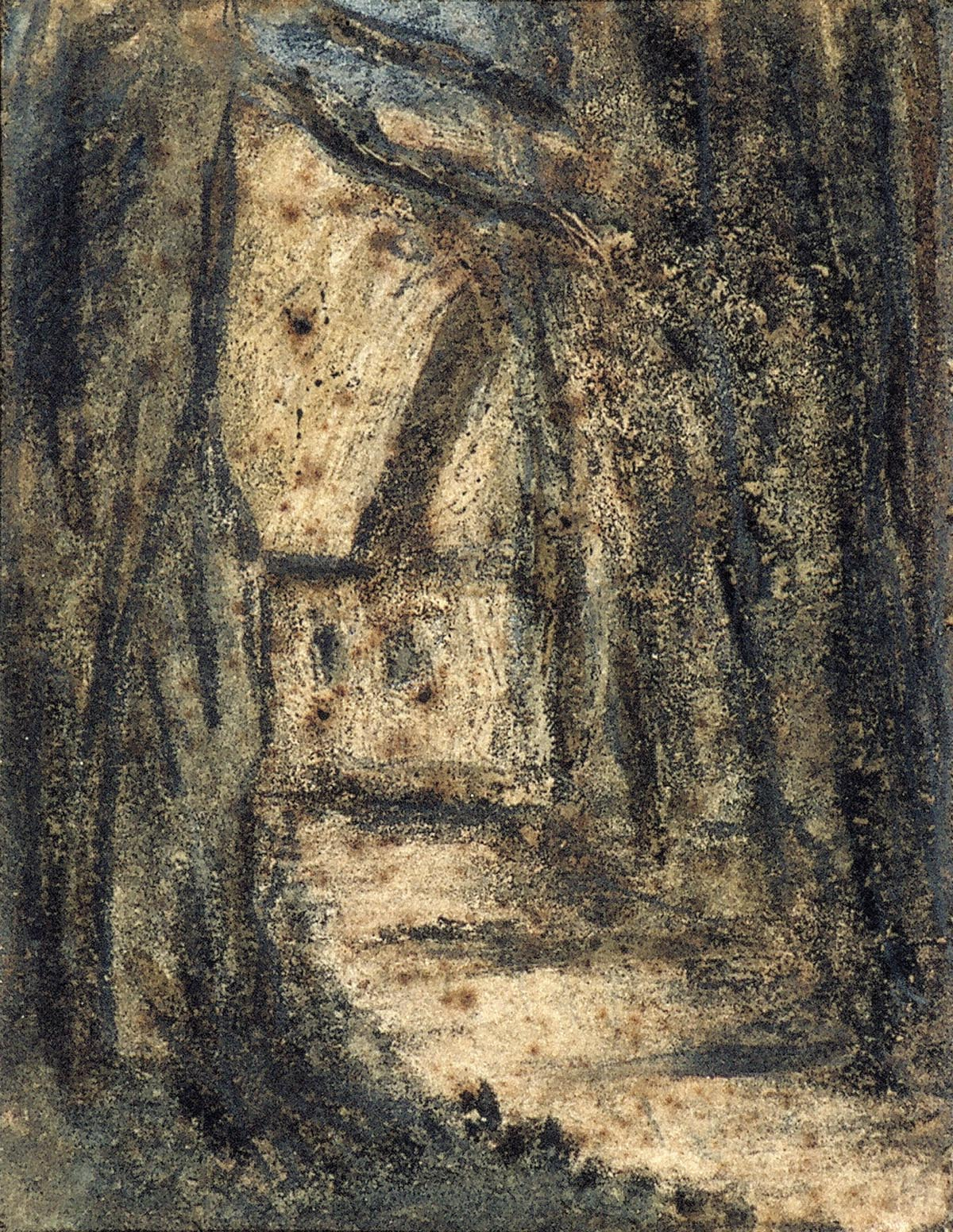
De tekening Bospad met huisje van Theo van Doesburg
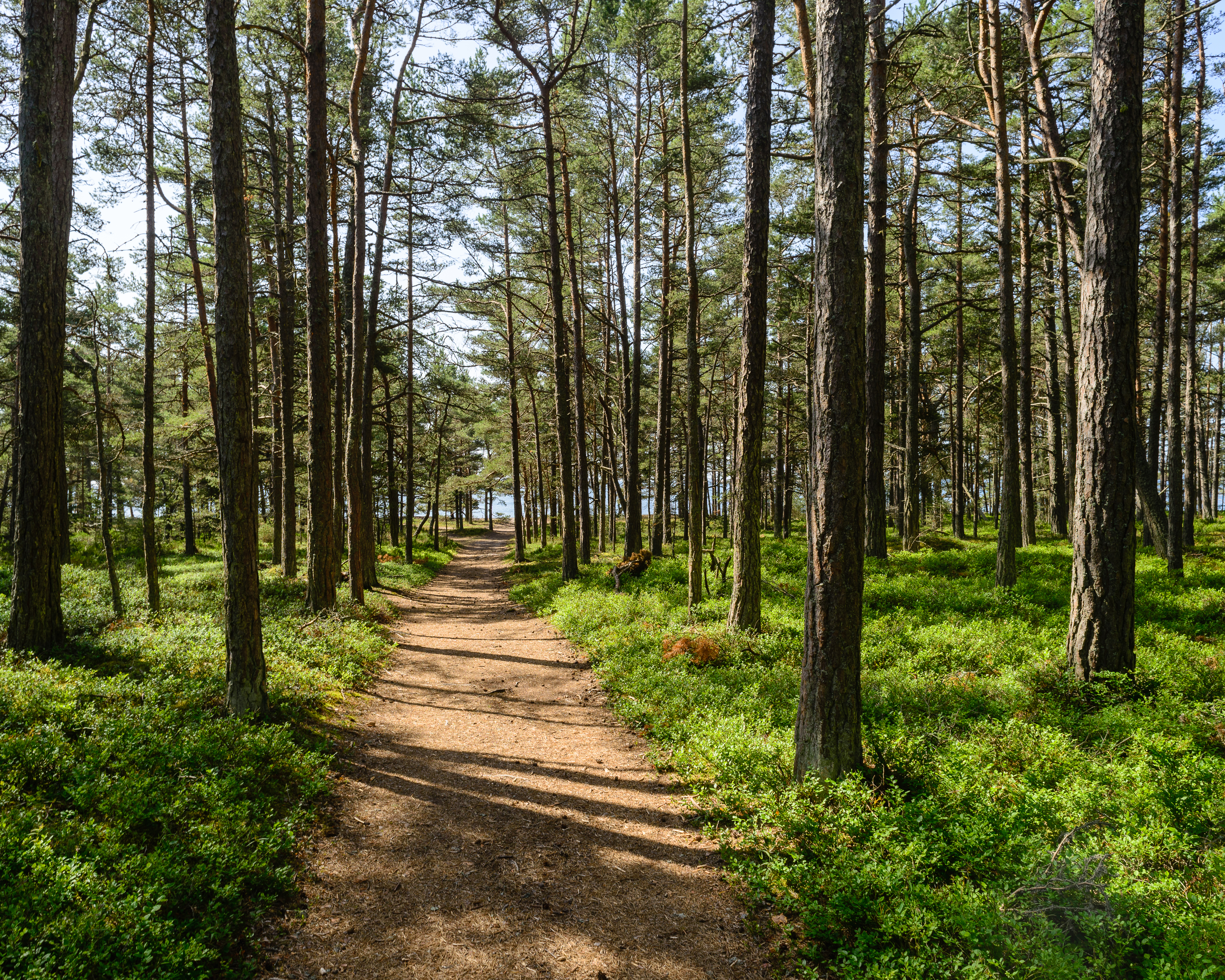
Een bospad door een bosbessen-dennenbos
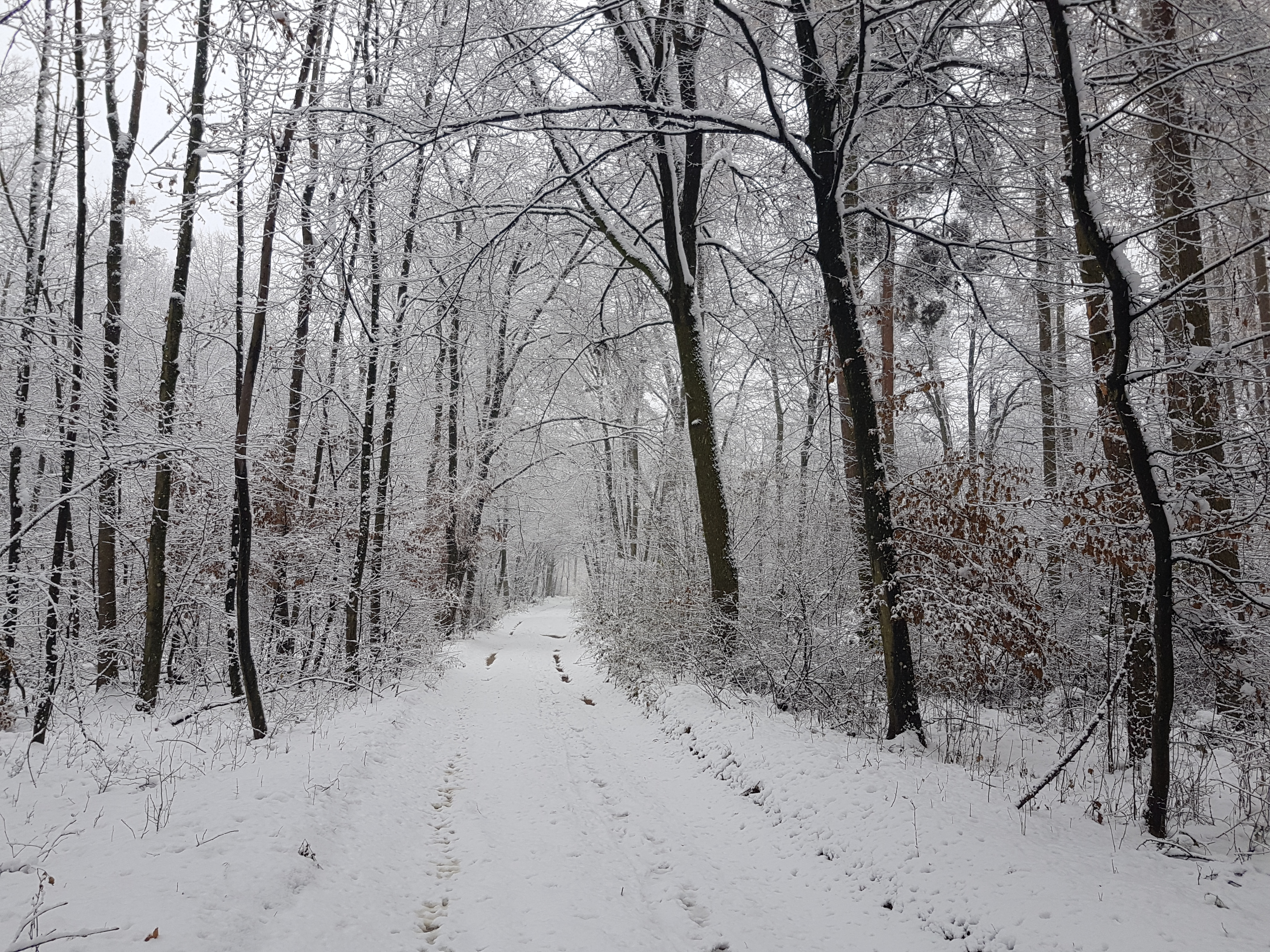
Een bospad in de sneeuw